# Đập nước Mooserboden

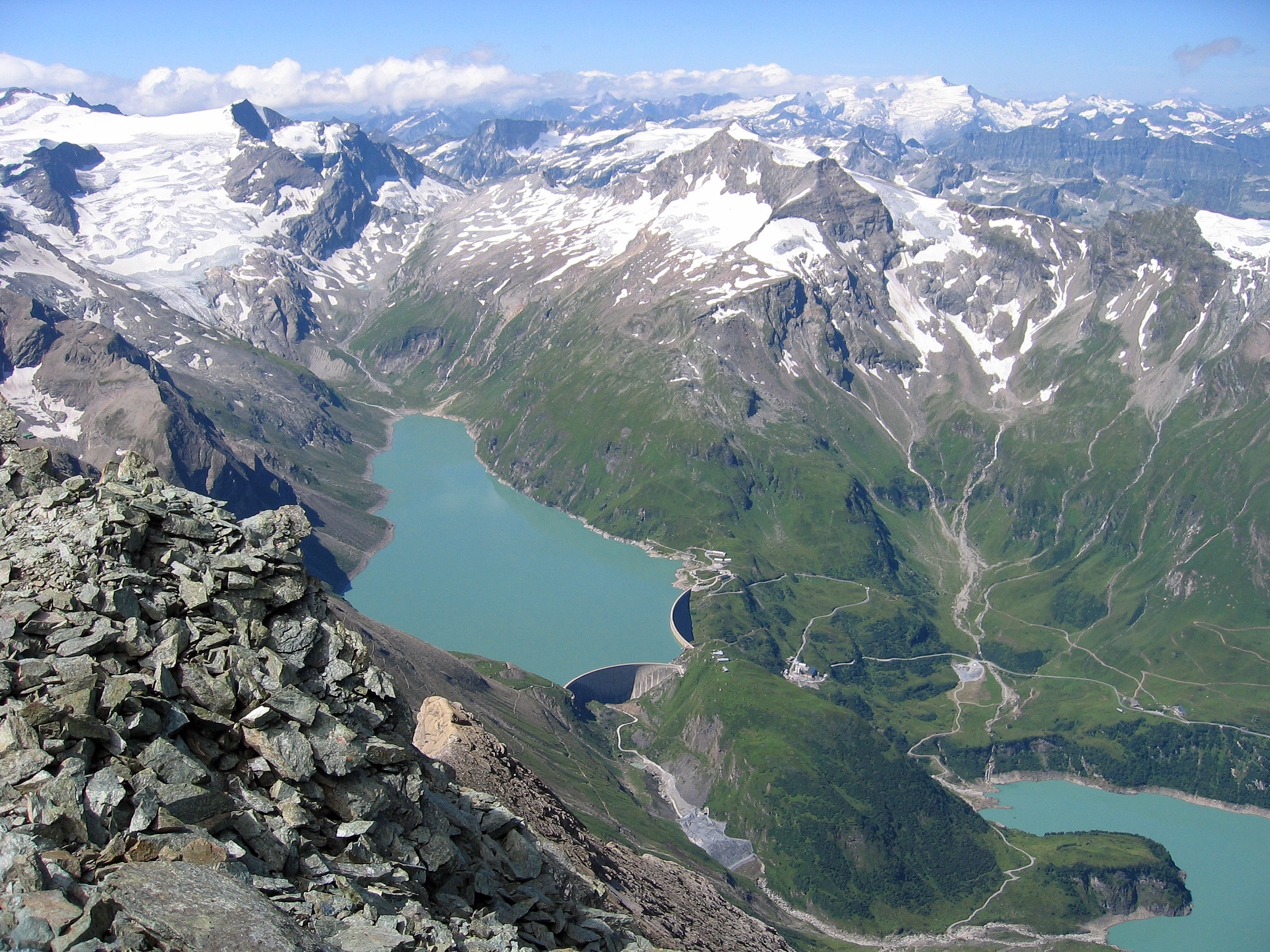
Đập nước Mooserboden, nhìn từ Hoher Tenn

Đập nước Mooserboden nằm phía trên xã Kaprun thuộc vùng Hohe Tauern, bang Salzburg ở Áo.
Hồ nhân tạo chứa nước hàng năm với diện tích 1,6 km² và chứa nước được tối đa là 84,9 triệu m³. Nước được thu thập từ một khu vực lưu vực 99,3 km ², phần lớn trong số đó là nước tan chảy của sông băng Pasterzen trong dãy núi Grossglockner.
Nước tan chảy này được thu gom tại hồ chứa Margaritze ở Kärnten và đi qua đường hầm trung chuyển Möll dài 11,5 km dẫn vào hồ chứa Mooserboden.
Ở phần trên của nhà máy điện Kaprun, nước được sử dụng để sản xuất điện. Mức chứa nước tối đa nằm ở độ cao 2036 m trên mực nước biển, mực xả nước thấp tối đa trong điều kiện bình thường là 1960 m.
Hồ chứa nước được tạo ra từ việc xây dựng hai đập Moosersperre và Drossensperre từ năm 1947 đến năm 1955. Giữa hai đập này là khối đá Höhenburg (2108 m) 

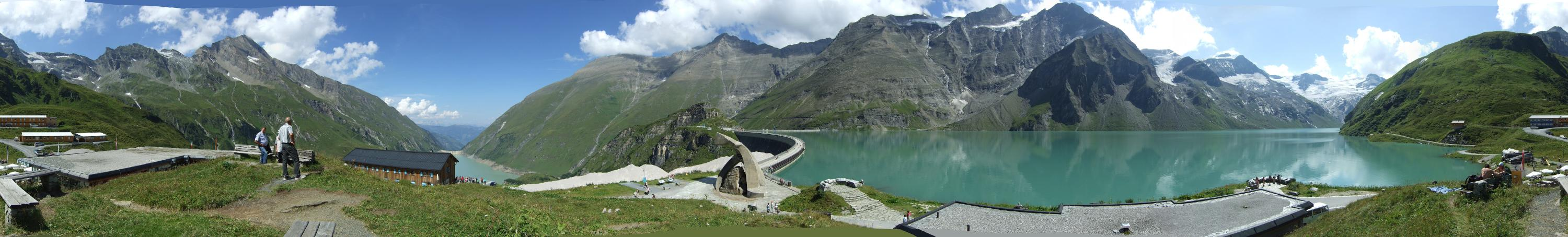
Toàn cảnh Đập nước Mooserboden